# Мюленбарбек
Мюленбарбек (нім. Mühlenbarbek) — громада в Німеччині, розташована в землі Шлезвіг-Гольштейн. Входить до складу району Штайнбург. Складова частина об'єднання громад Келлінгузен.
Площа — 8,66 км2. Населення становить 264 ос. (станом на 31 грудня 2020).